# 搜狗高速瀏覽器
搜狗高速瀏覽器是一款由搜狗公司開發的網頁瀏覽器，使用IE以及Chromium内核。其特色是内置代理加速功能，可提升聯通、電信及教育網三大網段之間的互訪速度，適合教育網用戶使用。2015年8月，搜狗高速瀏覽器6.0正式版发布，声称1秒即可启动浏览器同时打开主页。

## 漏洞事件
2011年12月5日，一篇名为《搜狗浏览器曝高危漏洞 千万用户面临风险》的文章被发表。（原文链接已失效）
后经奇虎网站转载并指出搜狗浏览器3.1以下版本由于Chromium内核陈旧，Windows XP版本及以上都会受到漏洞影响。并随文公布了一段影像，内容为在Windows 8预览版中使用搜狗浏览器的过程。
2011年12月9日，在搜狗浏览器论坛中，来自搜狗公司的超级版主“搜狗浏览器”撰文《关于搜狗高速浏览器“被漏洞”的说明》
，针对该事件做出解释，主要论点如下：

1. 漏洞是Chromium 6.0内核的缺陷。2011年11月29日发布的3.1版本不存在该缺陷，并得到卡巴斯基、金山毒霸等安全厂商证实。
2. 低版本的搜狗浏览器也并非全部都有该缺陷。
3. 源于国外论坛的发布者疑似来自中国大陆。